# 1993년 전미 비평가 협회상
제28회 전미 비평가 협회상은 1993년 최고의 영화를 기리기 위해 1994년 1월에 열린 시상식이다.

## 수상 및 후보

### 작품상
- 쉰들러 리스트 수상

### 감독상
- 쉰들러 리스트 - 스티븐 스필버그 수상

### 여우주연상
- 피아노 - 홀리 헌터 수상

### 남우주연상
- 네이키드 - 데이빗 듈리스 수상

### 여우조연상
- 숏 컷 - 매들린 스토우 수상

### 남우조연상
- 쉰들러 리스트 - 랄프 파인즈 수상

### 각본상
- 피아노 - 제인 캠피온 수상

### 촬영상
- 쉰들러 리스트 - 야누즈 카민스키 수상

### 외국어영화상
- 귀주 이야기 수상

### 다큐멘터리상
- 비전 오브 라이트 수상

### 특별공헌상
- 모두가 진실이다 - 리처드 윌슨 수상
- 록 허드슨의 가정 영화 - 마크 래파포트 수상